# Мас-медійне право
Мас-медійне право (медіаправо, право засобів масової інформації, право засобів масової комунікації, англ. media law) — підгалузь інформаційного права щодо суспільних відносин пов'язаних із засобами масової інформації (ЗМІ), засобами масової комунікації.
За сутністю медіаправо можна розглядати як:
1. підгалузь правовідносин щодо діяльності засобів масової інформації, засобів масової комунікації;
2. підгалузь наукових досліджень;
3. навчальна дисципліна.

За змістом медіаправо формується за об'єктною ознакою у спеціальній частині інформаційного права з екстраполяцією на положення загальної та особливої частини останнього.

## Юридичні ознаки медіаправа
Інформаційна продукція медіа є основним об'єктом (предметом) правовідносин медіаправа.
Спеціальні суб'єкти медіаправа: інформанти — журналіст, репортер; редактор (головний редактор), редакція та інші; інформовані — радіослухач, телеглядач та інші споживачі інформаційної продукції.

## Передумови виникнення
Із бурхливим розвитком Інтернету, як засобу телекомунікації відмічається тенденція до інтеграції зазначених вище провідних інститутів медіаправа із Інтернет-правом. Як комплексний інститут інформаційного права це можна умовно назвати Інтернет-мас-медіа право.
Всі підінститути медіаправа мають комплексні ознаки, що пов'язані з відповідними інститутами провідних галузей права: конституційного, адміністративного, цивільного та кримінального права. Мас-медіа право та його підінститути також пов'язані з рядом комплексних галузей права: трудовим, господарським, фінансовим та іншими.

## Зв'язки з іншими галузями права
Мас-медіа право через інституціональні ознаки має зв'язки із рядом спеціальних галузей права: податковим, бюджетним та інш. Мас-медіа право має зв'язок з рядом міжгалузевих комплексних інститутів: правом інтелектуальної власності (у його складі — авторським правом та окремими інститутами промислової власності), рекламним правом та ін.

## Провідні (великі, складні) гіперінститути медіаправа
Провідні підінститути медійного права:
- право друкованих засобів масової інформації (преси);
- право радіо і телебачення (чи телерадіоправо);
- право кіноматографії (кіноматографічне право);
- право про інформаційні агентства.

Зазначені провідні підінститути медіаправа в Україні мають системоутворюючі законодавчі акти.